# ادگار بنتلی
ادگار بنتلی (انگلیسی: Edgar Bentley؛ زادهٔ 1892) بازیکن فوتبال اهل بریتانیا است.
از باشگاه‌هایی که در آن بازی کرده‌است می‌توان به باشگاه فوتبال پورت ویل اشاره کرد.